# Lanterne des morts des Moutiers-en-Retz
La lanterne des morts des Moutiers-en-Retz est un monument situé sur la commune des Moutiers-en-Retz, en Loire-Atlantique, France.
Une lanterne des morts est un édifice religieux chrétien où est allumée une lampe, supposée servir de guide aux défunts, lors de la nuit des trépassés et à chaque décès dans la paroisse. La lanterne des Moutiers-en-Retz serait la dernière de France toujours en fonction,.

## Description
La lanterne est située au centre du bourg des Moutiers-en-Retz, sur la place de l'Église-Madame, à une dizaine de mètres au nord de l'église Saint-Pierre.
Elle prend la forme d'une tour en pierre de 7 m de hauteur sur 1,5 m de diamètre, surmontée d'une calotte hémisphérique et d'une croix. La tour est elle-même placée sur un piédestal circulaire en pierre, formant deux marches. L'intérieur de la tour est occupé par un escalier en colimaçon, permettant de placer une lampe à son sommet, percé de trois fenêtres. L'escalier est accessible par une porte, située à peu-près à 1 m du socle, elle-même accessible grâce à trois marches.
Un autel et une statue dédiés à saint Joseph, « patron de la bonne mort », est situé sur l'un des côtés de la tour,.

## Historique
Le monument daterait du XIIIe siècle ; la date de son édification fait toutefois débat, car les réfections importantes qu'elle a subies aux XVIIe et XIXe siècles rendent son analyse difficile. La construction de lanternes des morts se diffuse au XIIe siècle au Limousin, Poitou et Saintonge, et Les Moutiers-en-Retz se situent au nord de cette aire d'implantation,. La lanterne aurait été édifiée à l'origine en tuffeau, mais cette pierre assez fragile aurait été remplacée par un matériau plus durable au XIXe siècle. Le monument est situé, à sa construction, dans le cimetière des Moutiers, alors attenant à l'église paroissiale : ce cimetière a disparu depuis, remplacé par une place arborée.
La lanterne est inscrite au titre des monuments historiques en 1913. Fonctionnant auparavant avec une lampe à huile, la lanterne est electrifiée au XXe siècle.